# Sancho platynotus
Sancho platynotus is een vlokreeftensoort uit de familie van de Sanchoidae. De wetenschappelijke naam van de soort is voor het eerst geldig gepubliceerd in 1897 door Stebbing.